# ジョゼフ・アッカン
ジョゼフ・アッカン（Joseph Hackin、1886年11月8日 - 1941年2月24日）は、ルクセンブルク生まれのフランスの考古学者、探検家。ギメ東洋美術館のキュレーターで、アフガニスタンの考古学調査で知られる。

## 生涯
アッカンはルクセンブルクに生まれたが、早くからパリに出てパリ政治学院と高等研究実習院で学んだ。1907年にエミール・ギメの秘書の職を得た。1912年にフランスに帰化し、1913年にはギメ美術館の副学芸員になった。初期の著作はチベット美術とギメ美術館の仏教関係所蔵品に関するものである。
第一次世界大戦に志願して負傷し、レジオン・ドヌール勲章シュヴァリエを授与された。
戦後、1923年に美術館のキュレーターに昇任した。アッカンはまたグランゼコールのルーヴル学院でも教え、1929年に教授に就任した。
1924年にフーシェ率いるフランスのアフガニスタン考古学調査団（DAFA、フランス語版）に協力するためにアフガニスタンを訪れ、バーミヤーン、ドゥフタリ・ヌシュルワン、パイタヴァの遺跡を調査した。
1930年に夫人で考古学者のマリー（リア）・アッカン、建築家のジャン・カールとともにアフガニスタンを再び調査した。
アッカンは1930年から1933年まで日仏会館の第3代フランス学長だった。
1931年から翌年にかけて、アンドレ・シトロエンとナショナルジオグラフィック協会主催の自動車による中央アジア探検（fr:Croisière jaune）に参加した。
1932年3月に日本に戻り、翌年まで多くの講義を行った。1933年に日本を去った後、またアフガニスタンを訪れた。1936年に古の迦畢試国の都であったベグラム遺跡の発掘を行った。
第二次世界大戦でフランスが占領されると、ロンドンの自由フランス政府に参加した。アッカン夫妻はインドに派遣されることになったが、乗っていた蒸気船のジョナサン・ホールトが魚雷によって沈められ、夫婦ともに死亡した。1941年5月にフランス解放勲章を贈られた。